# Piusvereine
Die Piusvereine für religiöse Freiheit waren die ersten organisierten Formen des politischen Katholizismus während der Revolution von 1848/49 in Deutschland. Nicht zu verwechseln sind die Piusvereine mit dem 1905 in Österreich gegründeten Piusverein Österreichs und ebenfalls nicht mit dem 1857 in der Schweiz gegründeten Piusverein, einem Vorläufer des Schweizerischen Katholischen Volksvereins.

## Vorgeschichte
Die Politisierung in der katholischen Bevölkerung hatte bereits im Vormärz begonnen. Dabei stellte der  Mischehenstreit zwischen der Kirche und dem preußischen Staat und die daraus resultierenden Unmutsäußerungen der katholischen Bevölkerung während der Kölner Wirren in den 1830er Jahren einen wichtigen Schritt dar. 
Die Erinnerung an diese Vorgänge führte 1848 zur Forderung nach kirchlicher Freiheit vom Staat, während die katholischen Aktivisten gleichzeitig den kirchlichen Einfluss in der Gesellschaft wahren wollten. Die Errungenschaften der  Märzrevolution eröffneten auch konfessionellen Vereinen neue uneingeschränkte Handlungsfreiheit, was im März 1848 zur Gründung des ersten Piusvereins in Mainz geführt hatte, dem bald weitere Vereine folgten, die sich bereits im Oktober 1848 in Mainz beim ersten deutschen Katholikentag zum „Katholischen Verein Deutschlands“ zusammenschlossen. In anderen Regionen verlief die Entwicklung der Vereinsgründungen langsamer, wie z. B. in Regensburg, wo erst im November 1848 ein Pius-Verein entstand, dann aber im Laufe eines Jahres zwölf weitere Pius-Vereine in der Diözese entstanden, die weitere Hilfsvereine für karitative Ziele gründeten. Alle Pius-Vereine hatten das Ziel, mit den Mitteln der neu erworbenen liberalen Freiheiten, die Rechte der Kirche zu sichern und die soziale Lage der arbeitenden Schichten zu verbessern. Dies waren gute Voraussetzungen für das Entstehen einer katholischen Massenbewegung mit starker vor allem außerparlamentarischer Wirkung. Die Vereine richteten zahlreiche Petitionen an die Frankfurter Nationalversammlung, um im Zusammenhang mit der Grundrechtsberatung für die Verankerung kirchlicher Rechte und die Unabhängigkeit vom Staat zu werben.

## Organisation
An vielen Orten entstanden katholische Vereine, von denen die Piusvereine die größte Bedeutung erlangten. Benannt waren sie nach Papst Pius IX., der zu Beginn seiner Amtszeit (1846) als Anhänger liberaler Ideen galt, später aber unter dem Eindruck der Revolution zum erbitterten Gegner des Liberalismus und der modernen Gesellschaft insgesamt wurde. Der erste Verein dieser Art konstituierte sich in Mainz. Am 23. März 1848 rief der Mainzer Domherr Adam Franz Lennig  den „Piusverein für religiöse Freiheit“ ins Leben. Weitere Gründungen erfolgten im Rheinland, in Westfalen, in Nassau, Schlesien, Bayern, Württemberg und vor allem in Baden. Dort war mit Franz Joseph Buß der wichtigste Propagandist der Bewegung beheimatet. Eine gewisse parlamentarische Rückkopplung bestand mit dem „Katholischen Klub“, einem lockeren interfraktionellen Bündnis katholischer Abgeordneter. Ende Oktober 1848 gab es nach Angaben von Siemann allein in Baden 400 Lokalvereine mit etwa 100.000 Mitgliedern. Diese auf älteren Forschungen beruhenden Zahlen werden jedoch von neueren Forschungen in Frage gestellt. So schätzt Hippel in seiner Arbeit über die Revolution im deutschen Südwesten die Schlagkraft der Piusvereine erheblich geringer ein. Danach gab es lediglich etwa 230 Vereine in den über 800 badischen Kirchengemeinden, die zudem nicht selten ein „Ein-Mann-Betrieb“ der örtlichen Pfarrer gewesen seien und sehr oft nur über eine sehr kurze Zeit bestanden hätten. Insgesamt hätte es in Baden danach nur 50.000 Mitglieder in den Piusvereinen gegeben, was immer noch 15 % der erwachsenen katholischen Männer entsprochen habe. Vor allem aber sei die Durchsetzungsfähigkeit der katholischen Vereine in der stark radikalisierten Region vergleichsweise gering gewesen, auch weil die Kirche selbst Vorbehalte gegen die schlecht kontrollierbare Basisorganisation gehegt habe.
Wie auch die Demokraten und die Liberalen strebten auch die Katholiken einen gesamtdeutschen Dachverband an. Dieser bildete sich mit der „Generalversammlung“ Anfang Oktober 1848 in Mainz. Diese Versammlung war der Ursprung der bis in die Gegenwart existierenden Katholikentage.

## Politische Ausrichtung und Ziele
Die politische Ausrichtung der Organisation war nicht eindeutig. Ein Teil der Vereine stand der Märzbewegung nahe, der überwiegende Teil jedoch war katholisch-konservativ geprägt. Zu diesem Flügel gehörte auch Buß, der in Frankfurt der rechten Fraktion Café Milani angehörte. Insgesamt waren sie Gegner der demokratischen Bewegung, die den kirchlichen Einfluss auf die Gesellschaft etwa durch ein staatliches Schulwesen beschränken wollte. Die erste Generalversammlung der Katholiken beschloss am 6. Oktober 1848 eine sogenannte „Verwahrung an die Deutsche Nationalversammlung.“ Hauptkritikpunkte waren die Garantie der Staatsschule und das Verbot des Jesuitenordens durch das Parlament. Mit ihrem Protest hatte die Versammlung Erfolg, das Jesuitenverbot wurde aus den Grundrechten gestrichen und das kirchliche Aufsichtsrecht über den Religionsunterricht bestätigt.